# Скулте, Гвидо
Гви́до Ску́лте (латыш. Gvido Skulte; 8 января 1939, Рига, Латвия — 1 июля 2013, там же) — латвийский кинооператор. Сын композитора Адольфа Скулте (1909—2000).

## Фильмография
1. 1963— Домик в дюнах
2. 1963 — На трассе
3. 1966 — Ноктюрн
4. 1970 — Рыцарь королевы
5. 1971 — Тростниковый лес
6. 1972 — Афера Цеплиса
7. 1973 — Прикосновение
8. 1974 — Приморский климат
9. 1975 — Четыре весны
10. 1976 — Соната над озером — Государственная премия Латвийской ССР
11. 1978 — Мужские игры на свежем воздухе
12. 1979 — Ночь без птиц
13. 1979 — Ранняя ржавчина
14. 1980 — Вечерний вариант
15. 1980 — Жаворонки
16. 1982 — Самая длинная соломинка
17. 1982 — Таран
18. 1983 — Погода на август
19. 1984 — Когда сдают тормоза
20. 1985 — Двойной капкан
21. 1985 — Матч состоится в любую погоду
22. 1986 — Последний репортаж
23. 1987 — Если мы всё это перенесем
24. 1990 — Семья Зитаров
25. 1991 — Депрессия
26. 1992 — Паук
27. 1993 — Вальс длиною в жизнь
28. 2007 — Стражи Риги
29. 2007 — Горькое вино
30. 2010 — Наследие Рудольфа
31. 2012 — Командна мечты 1935

## Память
Похоронен в Риге на Лесном кладбище.